# Melet kodriver
Melet kodriver (Primula farinosa) er en 5-20 cm høj urt med blade, der har hvidmelet underside. Den vokser på kalkholdig bund i kær og på strandenge.

## Beskrivelse
Melet kodriver er en flerårig urt, der danner en bladroset. Alle dele af planten er dækket af et tyndt, melet lag af fine krystaller. Bladene er omvendt ægformede med bølget-bugtet rand. Oversiden er lysegrøn, mens undersiden er hvidmelet.
Blomstringen sker i maj-juni, hvor blomsterne sidder i endestillede skærme. Blomsterstænglen er håret og hvidmelet. De enkelte blomster er lyserøde eller lyst violette, regelmæssige og 5-tallige. Hvert kronblad er dybt opslidset, så det kan se ud, som om blomsten har 10 kronblade. Frugten er en kapsel med mange frø.
Rodnettet består af en lodret jordstængel, som bærer de mange fine trævlerødder.
Højde x bredde og årlig tilvækst: 0,20 x 0,10 m (20 x 10 cm/år).

## Voksested
Melet kodriver er udbredt i det centrale og nordlige Asien og Europa. I Sydeuropa betragtes den som et istidsrelikt, som kun træffes på særligt kølige steder (i bjerge, på nordhæld eller ved kolde kildeområder). Planten findes i Danmark (i Nordsjælland og især på Bornholm), men den er sjælden og fredet. Arten er knyttet til lysåbne, græssede områder med vedvarende, fugtig bund, højt kalkindhold og ringe gødningskraft.
I lavmosen Vasby Mose findes den sammen med bl.a. tagrør, vibefedt, blåtop, butblomstret siv, engensian, krognæbstar, kødfarvet gøgeurt, pilealant, rustskæne og sumphullæbe
På Bornholm findes den 30 steder som på østkysten ved bautastenen Hellig Kvinde mellem Svaneke og Gudhjem.
I Danmark er den regnet som en truet art på den danske rødliste.
| Portal | Portal:Botanik |